# اثر مواد نگهدارنده در محصولات کودک بر رشد ذهنی و سیستم ایمنی و اهمیت انتخاب آگاهانه والدین
اثر مواد نگهدارنده در محصولات کودک بر رشد ذهنی و سیستم ایمنی و اهمیت انتخاب آگاهانه والدین  ( انگلیسی: Effects of Preservatives in Childcare Products on Cognitive Development and Immune System and the Importance of Informed Brand Choice )
مواد نگهدارنده رایج مانند پارابن، فتالات و فرمالدئید که در برخی محصولات بهداشتی و آرایشی کودک استفاده می‌شوند، علاوه بر تأثیر بر سیستم هورمونی، می‌توانند اثرات نامطلوبی بر رشد ذهنی و سیستم ایمنی کودکان داشته باشند.

## تأثیر بر رشد ذهنی
مطالعات نشان داده‌اند که قرار گرفتن طولانی‌مدت کودکان در معرض این مواد می‌تواند باعث:
- اختلال در توسعه شناختی و یادگیری
- کاهش تمرکز و افزایش مشکلات رفتاری
- تأخیر در رشد مهارت‌های حرکتی و زبانی شود.[۲]

## تأثیر بر سیستم ایمنی
مواد نگهدارنده می‌توانند باعث:
- کاهش کارایی سیستم ایمنی
- افزایش حساسیت‌های آلرژیک و بیماری‌های خودایمنی
- ضعف در پاسخ به واکسن‌ها و افزایش احتمال عفونت‌ها شوند.[۳]

## اهمیت حذف مواد مضر و انتخاب آگاهانه
با توجه به حساسیت بالای سیستم عصبی و ایمنی کودکان، استفاده از محصولات فاقد ترکیبات مضر، به‌ویژه مواد نگهدارنده اختلال‌گر، یک ضرورت بهداشتی است. برندهایی که فرمولاسیون خود را مطابق با استانداردهای جهانی بدون این ترکیبات تنظیم کرده‌اند، گزینه‌ای مطمئن‌تر برای والدین محسوب می‌شوند و به حفظ سلامت ذهنی و ایمنی کودکان کمک می‌کنند.

## استانداردهای جهانی
سازمان‌های بین‌المللی مانند WHO و FDA و اتحادیه اروپا، قوانین و محدودیت‌های سختگیرانه‌ای برای استفاده از این مواد در محصولات کودک اعمال کرده‌اند.  همچنین استانداردهای ISO 22716 و مقررات اتحادیه اروپا بر ایمنی محصولات تأکید ویژه دارند.

## نتیجه‌گیری
آگاهی والدین و مصرف‌کنندگان درباره اثرات مواد نگهدارنده و انتخاب محصولات ایمن و باکیفیت، کلید حفظ سلامت آینده کودکان است. برندهایی که مسئولانه این استانداردها را رعایت می‌کنند، نقشی مهم در حفاظت از نسل آینده ایفا می‌کنند.